# Alan Alexander Milne
Pour les articles homonymes, voir Milne.
Cet article possède un paronyme, voir Alexander Milne.
Œuvres principales
- Le Mystère de la maison rouge (1922)
- Winnie l'ourson (1926)

Alan Alexander Milne (Hampstead, Londres, 18 janvier 1882 – Hartfield, Sussex, 31 janvier 1956) est un écrivain britannique, créateur des histoires de Jean-Christophe dans lesquelles apparaît le personnage de Winnie l'ourson (en anglais : Pooh Bear ou Winnie the Pooh).

## Biographie
A.A. Milne fait ses études à Westminster School et à Trinity College (Cambridge).
Il participe à la Première Guerre mondiale comme officier du régiment Royal Warwickshire. Victime de la fièvre des tranchées, il est démobilisé en février 1919. Sa brève carrière militaire, les conditions de vie dans l'armée et les épreuves du champ de bataille lui inspirent Peace with Honour (1934), un pamphlet antimilitariste auquel il donnera une forme de démenti idéologique en publiant War with Honour en 1940. Pendant la Deuxième guerre mondiale, il sert sa patrie comme capitaine de la Home Guard pour la ville de Hartfield où il résidait depuis 1925.
Il adapte au théâtre le roman de Kenneth Grahame, Le Vent dans les saules (The Wind in the Willows) dont le héros est Monsieur Crapaud (Toad of Toad Hall), et qui fait également l'objet d'une adaptation cinématographique par les studios Disney, La Mare aux grenouilles (1949).
Outre des pièces de théâtre pour enfants, des romans, deux ouvrages autobiographiques et plusieurs recueils de poèmes, il est l'auteur d'une poignée de nouvelles à énigmes et surtout d'un classique du roman policier : Le Mystère de la maison rouge (1922).
En 1952, il se retire à Cotchford Farm, à Hartfield, Sussex après une attaque cardiaque et une intervention chirurgicale au cerveau réalisée par la neurochirurgienne Diana Beck. Il y décède en 1956. C'est dans cette même propriété que le guitariste des Rolling Stones, Brian Jones, est trouvé mort en 1969.

## Œuvre

### Romans
- Once on a Time (1917)
- Mr. Pim (1921), novelisation de la pièce de théâtre Mr. Pim Passes By (1919)
- The Red House Mystery (1922), roman policier Publié en français sous le titre Le Mystère de la maison rouge, traduit par G. de Roffignac, Paris, Nouvelle Revue critique, coll. « L'Empreinte » no 123, 1937 ; réédition sous le même titre dans une traduction tronquée de Jean-André Rey, Paris, Librairie des Champs-Élysées, coll. « Le Masque » no 1527, 1978  (ISBN 2-7024-0750-1) ; réédition de la traduction de G. de Roffignac, Paris, Librairie des Champs-Élysées, coll. « Le Masque ». Les Maîtres du roman policier no 1527, 1987  (ISBN 2-7024-0750-1)
- Two People (1931)
- Four Days' Wonder (1933), roman policier Publié en français sous le titre Quatre jours d'aventure, traduit par Marguerite d'Avenel, Paris, Hachette, coll. « Les meilleurs romans étrangers », 1939
- Chloe Marr (1946)

### Recueil de nouvelles
- Lovers in London (1905)
- The Sunny Side (1922)

### Nouvelles isolées
- The Man in the Bowler Hat (1924)
- Once a Murder (1946) Publié en français sous le titre C'est si facile un meurtre, Paris, Opta, Mystère magazine no 207, mars 1965
- It Was a Long Time Ago (1950) Publié en français sous le titre Une si vieille histoire, Paris, Opta, L'Anthologie du mystère no 7, septembre 1965

### Recueils de poèmes
- Behind the Lines (1940)
- The Norman Church (1948)

### Autres publications pour adultes
- The Day's Play (1910)
- The Holiday Round (1912)
- Once a Week (1914)
- No That It Matters (1919), essais  — comprend Thoughts on thermometers, paru sous le titre On thermometers, The Sphere, 1912
- If I May (1920)
- The Sunny Side (1921)
- Those Were the Days (1929), anthologie d'articles humoristiques
- Peace With Honour (1934)
- It's Too Late Now: The Autobiography of a Writer (1939)
- War With Honour (1940)
- War Aims Unlimited (1941)
- Year In, Year Out (1952)

### Ouvrages de littérature d'enfance et de jeunesse
- When We Were Very Young (1924), poésie
- A Gallery of Children (1925)
- Winnie-the-Pooh (1926) Publié en français sous le titre: 
  - Histoire d'un Ours-comme-ça, trad. Jacques Papy, Paris, Presses de la Cité, 1946
  - Le Meilleur des ours, trad. Pierre Martin, Paris, Hachette coll. « Nouvelle bibliothèque rose » no 109, 1962
  - Winnie l'ourson, trad. Pierre Martin, Paris, Hachette, coll. « Nouvelle bibliothèque rose » no 237, 1967

- La Maison d'un Ours-comme-ça, trad. Jacques Papy, Paris, Presses de la Cité, 1946
- La Maison de l'ours Winnie, Paris, Flammarion, coll. « Bibliothèque du chat perché », 1978

### Recueils de contes pour enfants
- The Secret, and Other Stories (1929)
- The Birthday Party, and Others Stories (1948)
- A Table Near the Band, and Others Stories (1950)

### Théâtre
- Werzul-Flummery (1917), comédie en deux actes
- The Boy Comes Home (1918), comédie en un acte
- Make-Believe (1918), pièce pour enfants
- Belinda: An April Folly (1918), comédie en trois actes
- Mr. Pim Passes By (1918), comédie en trois actes
- Let's All Talk About Gerald (1919), retitré Success en 1923
- The Camberley Triangle (1919), comédie en un acte
- The Stepmother (1920), pièce en un acte
- The Romantic Age (1920), comédie en trois actes
- The Red Feathers (1920)
- The Truth about Blayds (1921), comédie en trois actes
- The Dover Road (1921), comédie en trois actes
- The Great Broxopp (1922)
- The Lucky One (1922)
- The Artist: a duologue (1923)
- Miss Marlow at Play (1927), comédie en un acte
- Gentleman Unknown (1928)
- The Four Wall: a Detective Story (1928), pièce policière en trois actes
- Michael and Mary (1929), pièce en trois actes
- They Don't Mean Any Harm (1932)
- Other People's Lives (1933), pièce en trois actes
- The Ivory Door (1935)
- Sarah Simple (1937), comédie en trois actes
- The Ugly Duckling (1941), pièce en un acte
- Before the Flood (1951), pièce en un acte

## Filmographie partielle

### Scénario signés Alan Alexander Milne ou d'après ses œuvres
- 1920 : The Bump
- 1920 : Twice Two
- 1920 : Bookworms
- 1920 : Five Pounds Reward
- 1938 : The Man in the Bowler Hat (TV)
- 1966 : Winnie l'ourson et l'Arbre à miel
- 1968 : Winnie l'ourson dans le vent
- 1974 : Winnie l'ourson et le Tigre fou
- 1977 : Les Aventures de Winnie l'Ourson
- 1983 : Sacrée journée pour Bourriquet
- 1996 : How Do You Spell God? (TV)
- 2011 : Winnie l'Ourson

### Autres
- 1990 : Les Personnages animés préférés à la rescousse (Cartoon All-Stars to the Rescue)
- 2017 : Goodbye Christopher Robin de Simon Curtis
- 2018 : Jean-Christophe et Winnie (Christopher Robin) de Marc Forster